# かじき座S星
かじき座S星（かじきざSせい、S Doradus、S Dor）は、大マゼラン雲（LMC）にある最も明るい恒星の一つ。既知の恒星の中でも特に光度が高いものだが、LMCまでの距離はおよそ16万光年と遠いため、肉眼でみることはできない。

## 略歴
かじき座S星は、1897年には変光星であることが記録され、明るさが1等級以上変化すると記されている。その後、ハーバード大学天文台の変光星カタログの第2次補遺で、「かじき座S星」という変光星名が登場し、発見者はフレミングとなっている。
これ以降、ハーバード大学天文台ではかじき座S星が頻繁に観測されるようになり、初期には変光星としての正体ははっきりしなかったが、「不規則」で「新星のような」変光星であるとみられ、はくちょう座P星と同種の恒星に分類され、絶対等級が-8.9等で光度が太陽の60万倍近く、当時既知の恒星で最も明るいかもしれない、とされた。
かじき座S星の変光の特徴には、ケフェウス座VV星との類似性がみられ、ケフェウス座VV星がその後食連星であるとわかったことから、かじき座S星も食連星である可能性を考え、半世紀に及ぶ写真乾板から光度曲線を描いたところ、食連星らしい曲線がえられ、食の周期が40.2年と求められた。1950年代になると、分光観測での監視も行われるようになり、程なく、スペクトルと光度変化の対比から、かじき座Sの変光は食ではなく、不規則な変光であることがわかった。また、かじき座S星のスペクトルは、はくちょう座P型星とされた恒星の中でも特異なもので、ハッブルとサンデージがM31とM33で発見した非常に明るい不規則変光星と同種の天体ではないかとされた。1950年代から1960年代前半までのスペクトルを総合すると、光度極小期には鉄の1階電離イオンの禁制線が卓越し、他にもイオンの禁制線がみられた一方、光度極大期では水素の原子、カルシウム、スカンジウム、チタン、クロム、鉄のイオンの成分が、P Cyg プロファイルでみえ、特にチタンとスカンジウムで吸収成分が強いのが特徴的であった。
分光観測データが充実してきても、すぐにはかじき座S星の性質は明らかにならず、前主系列星ではないかと考えられたりしたが、1970年代後半から1980年代前半にかけて、観測技術の進歩や恒星進化理論の発展に伴い、大質量の恒星が進化してウォルフ・ライエ星になる手前の短期的な段階である、というのが共通認識となってきた。この種の変光星は、かじき座S星に代表されるということで、変光星総合カタログでは「かじき座S型変光星（SDOR）」という分類名を用いるようになったが、1983年9月の国際天文学連合シンポジウムで高光度青色変光星（LBV）という呼称が提案され、広く使われるようになった。

## 周辺

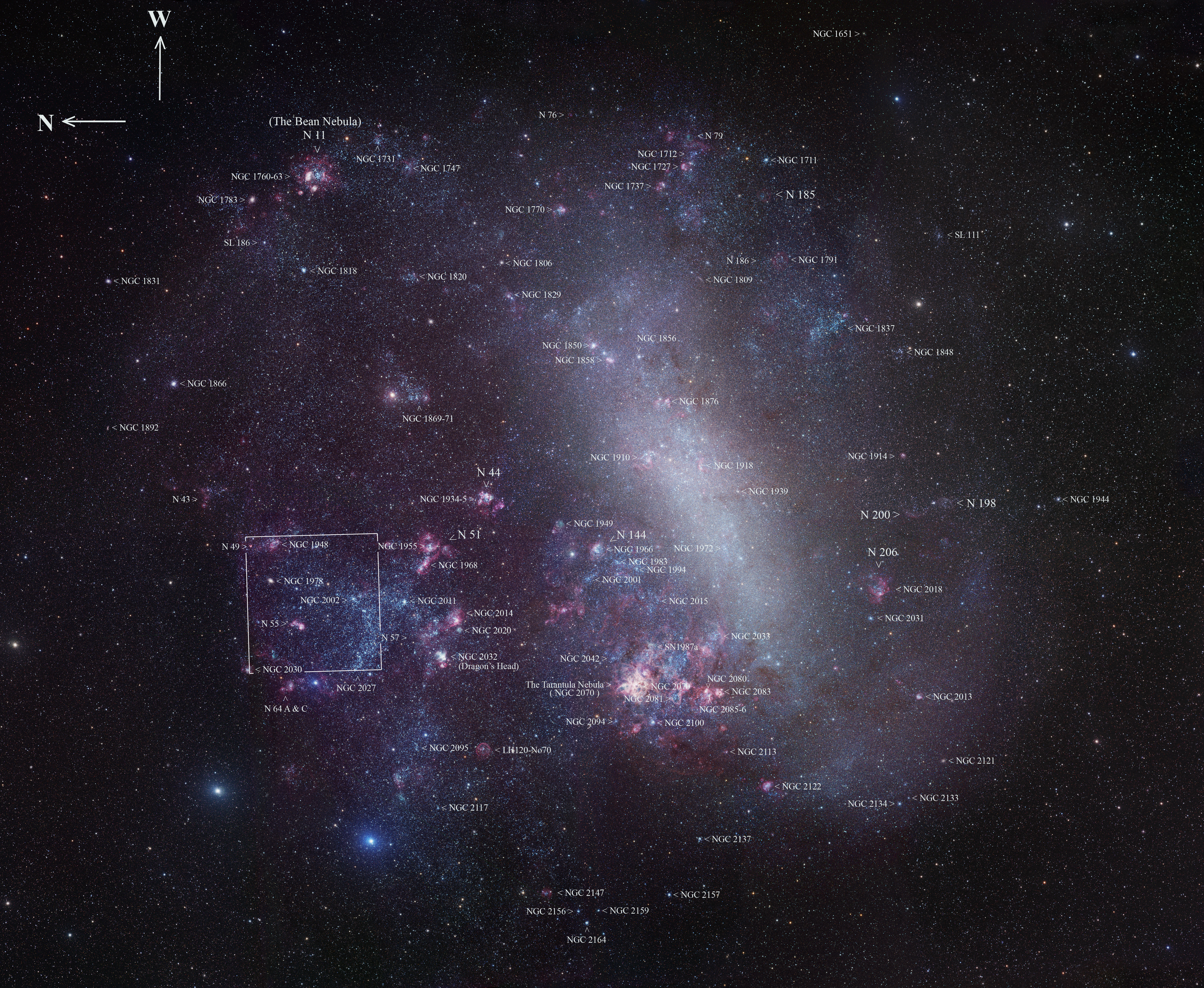
大マゼラン雲（LMC）の全体像。LMC内の明るい天体には名称が添えてある。画像のほぼ中央にNGC 1910があり、そこにかじき座S星の姿もみえる。出典: Robert Gendler / ESO

かじき座S星は、LMCの棒状構造の中でも大きくて明るい恒星が密集している、LH 41というOBアソシエーションの中に位置しており、LH 41の中には散開星団NGC 1910も含まれる。LH 41は、特徴的な渦状の構造を持つHII領域N119の中にある。かじき座S星は、LMCの中で見かけの明るさが最も明るい恒星の一つで、LMC内に見かけの等級が9等台の恒星は、HD 33579などごく限られたものしかない。
かじき座S星の近くには、NGC 1910の他にもLH 41に属する星団があり、HD 35342として知られる。HD 35342は、星団全体でかじき座S星と同程度の明るさで、3つの青色超巨星と、LMC全体で2例目となるWO型のウォルフ・ライエ星を含んでいる。LH 41の中には、別のLBV（R85）もあり、他にもウォルフ・ライエ星と、超巨星が少なくとも10個、O型星が少なくとも10個含まれている。
かじき座S星には、紫外線天文衛星IUEの観測で、13秒離れた位置に12等星が検出され、この恒星もLH 41に属するO型超巨星であることがわかっている。また、ハッブル宇宙望遠鏡のファイン・ガイダンス・センサによる観測では、1.7秒離れた位置に、かじき座S星より4等級暗い恒星が発見され、この星との物理的な関係は明らかになっていない。

## 特徴

### 変光
かじき座S星は、LBV（かじき座S型星）に分類される変光星である。測光観測結果は0.1等級から0.3等級程度のばらつきはあるものの、全体的な変光の傾向としては、ほぼ6.8年周期で極小期を迎える一般的な変光に加え、30年から40年程度の時間尺度で進行する長期的な変光がみられる。8.2年程度の副次的な変光周期がある可能性もある。極大期には100日から300日程度の間隔でわずかに変光している様子もみえる。100日程度の周期の微小変光は、はくちょう座α型の変光と矛盾しないが、かじき座S星でみられるのは違うものとみられる。かじき座S星は、典型的には10等星で、通常は9.5等から10.4等の間で変光している。数十年に1度程度、より大きく減光することがあり、1964年には11.3等まで暗くなった。この特徴は、他のLBVとは異なっており、かじき座S星は極大期が長く続き極小期が短いのに対し、他のLBVは極小期が平常で、極大期はそれと同程度かもっと短い。
かじき座S星の色は、明るさが変化するのに伴って変化し、極小期の方が色が青くなっていることが知られる。色が変化すると、スペクトルも大きく変化する。通常は、A型超巨星を示すスペクトルが主で、スペクトル型は、極小期と極大期でA2 IaからA5 Iaまで変化する、或いは極大期でA2/3 Ia+eである、といった分析がされている。極大期には、スペクトル型がF型超巨星のものにまで晩期化する場合があり、その際は通常の極大期に特徴的な金属イオンなどのP Cyg プロファイルではなく、多数の吸収線がみられる。深い極小の時には、通常の極小期に特徴的な鉄の1階電離イオンの禁制線だけでなく、鉄の2階電離イオンの禁制線や、窒素1階電離イオンの禁制線もみえている。

### 不安定帯

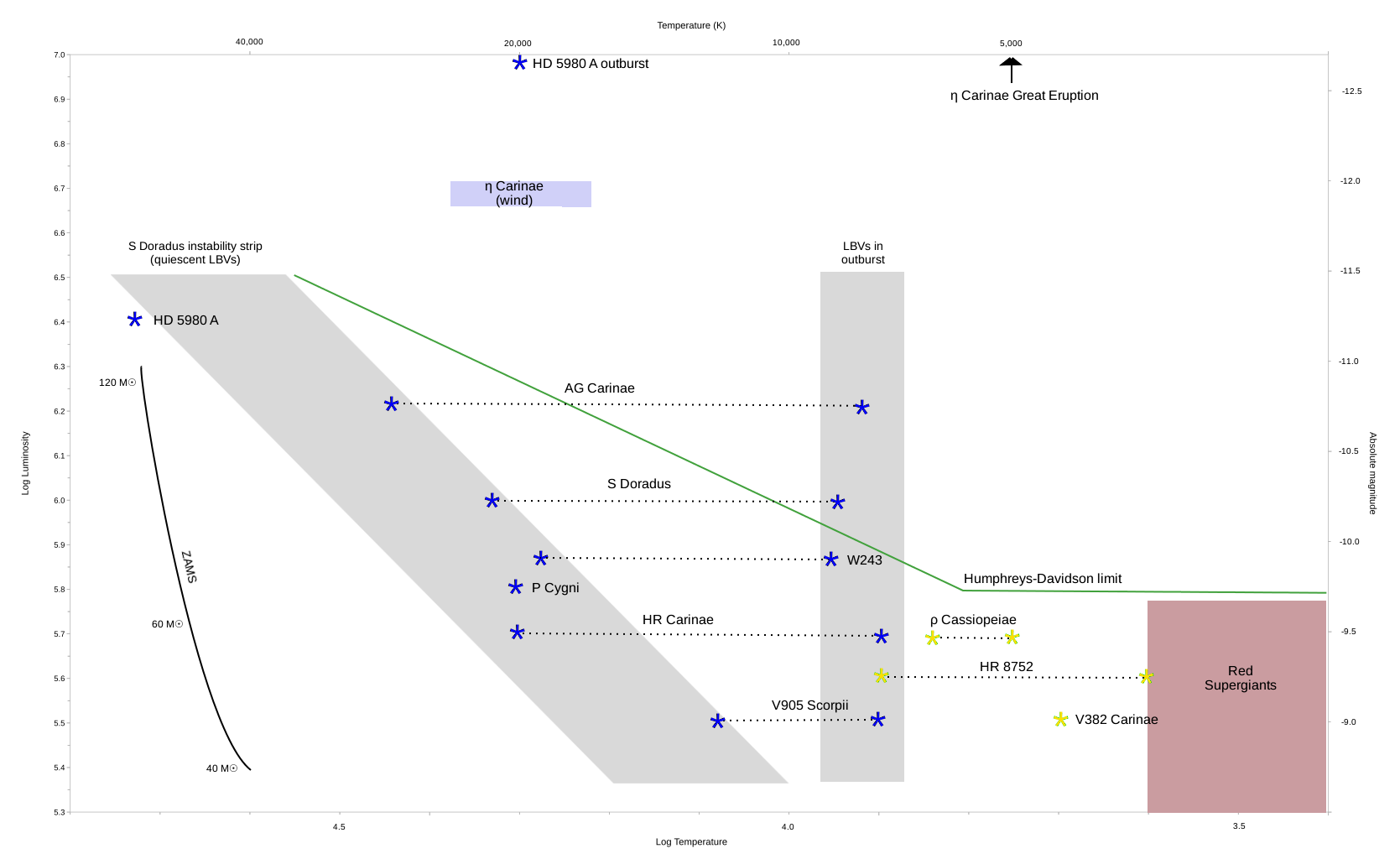
HR図に示す「かじき座S型不安定帯」（左側の灰色帯）。かじき座S型星に特徴的な、光度がほぼ一定のまま温度が変化する様子も図示されている。

LBV（かじき座S型星）は、静穏期（極小期）と爆発期（極大期）とで、大きく異なる状態にある。静穏期のLBVは、HR図上で、「かじき座S型不安定帯」という、放射絶対等級が-9等から-11等、有効温度が14,000Kから35,000Kの範囲に斜めの細い帯状に広がる領域に分布し、高温状態にある。
LBVの現在標準とされる理論では、LBVが増光する時は、質量放出が増大し、高密度の恒星風が膨張する外層、或いは疑似的光球とでも言うべき光学的に厚い層を形成すると考えられる。この時（疑似）光球の温度は7,000から8,000K程度と本来の光球より低くなる。この温度は、9,000Kを割り込むと光球の光学的厚さが低下してゆき、やがて静穏期に戻る。この間、放射光度はほぼ一定で、光球の膨張による増光と温度の低下による減光が相殺するような格好である。ただし、温度の低下により、紫外線が中心だった放射が可視光中心に変化するので、可視光での見かけの明るさは上昇する。また、LBVは変光しても放射光度が「ほぼ」一定だが、多少の変動はあり、かじき座S星の場合、極大期になると数割程度低下したことが観測されていて、この失われたエネルギーがLBV不安定性の原因と考える研究者もいる。
LBVの中には、りゅうこつ座η星やはくちょう座P星のように、爆発によって放射光度そのものが大幅に上昇するものもあるが、かじき座S星では、そのような現象は観測されていない。

### 物理量

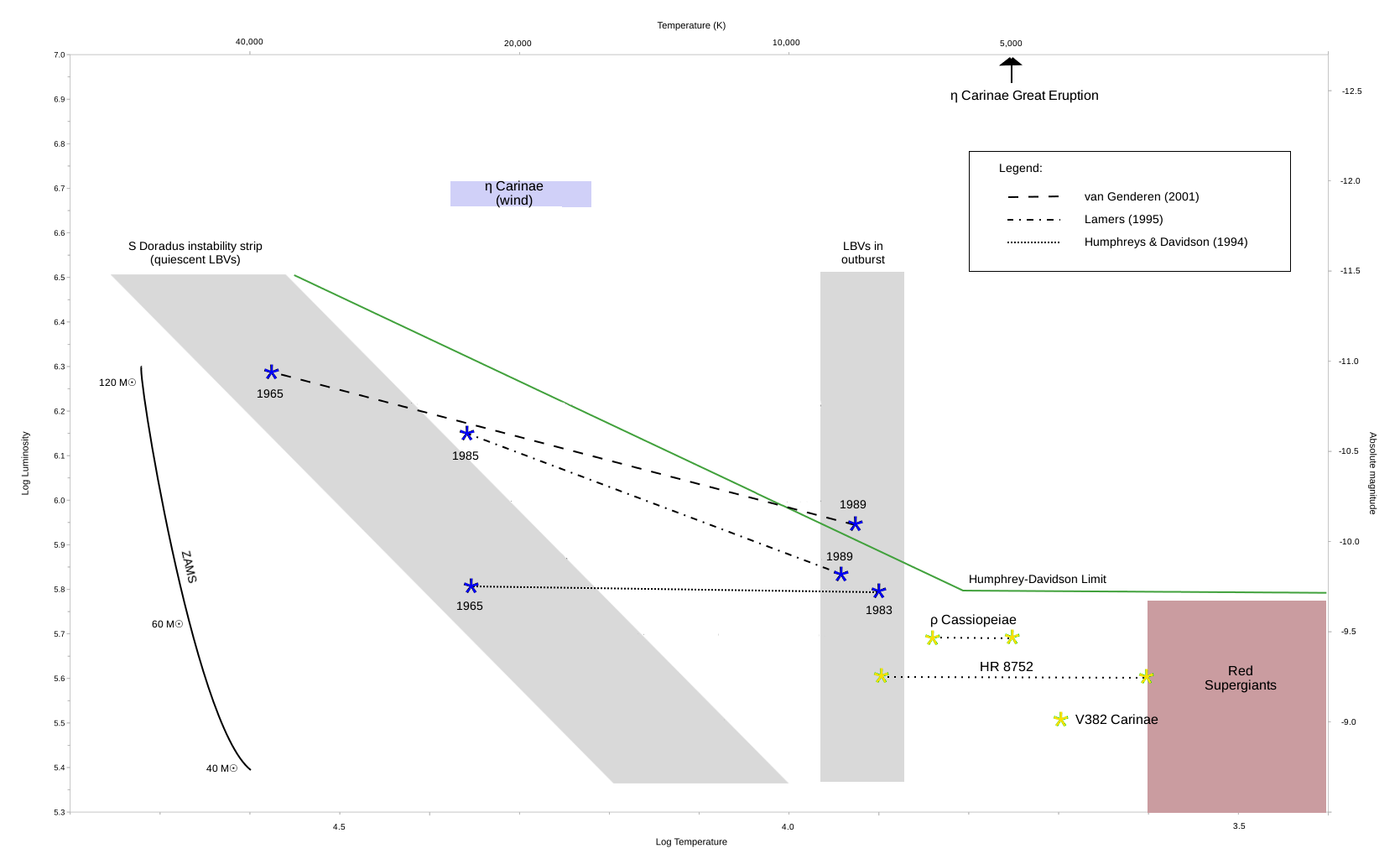
かじき座S星の、極小期と極大期におけるHR図上での位置。3通りの解釈で推定した結果を示している。

かじき座S星は、LBVに独特のスペクトル成分の存在に加え、バルマー連続光や紫外超過がみられることや、遠方の天体であるため星間減光の評価も難しいことから、温度などの物理量を推定するのは難題であり、手法によって大きく差が出る。
1985年の極小期と、それに続く1989年の極大期を比較した分析では、光球の半径が太陽の100倍から、380倍へと変化、温度は20,000Kから9,000Kへ低下し、光度は太陽の130万倍から80万倍へ下がったとみられる。また、1965年にひと際深い極小を迎えた時は、温度が34,700K、光度が太陽の200万倍であったと推定される。同じ1985年の極小期と1989年の極大期でも、異なる手法での分析では、極小期の温度が15,000K、半径が太陽の160倍、極大期の温度が8,000K、半径が太陽の460倍と、推定値に開きがある。極大期中だった1999年には、温度が7,500K程度まで低下し、スペクトル型がF型になった。この極大期の始まりだった1996年と比較すると、この時期は0.3等ほど明るかったが、その差はわずかなものである。このような温度低下とスペクトルの変化は、他のLBVでは知られていたが、かじき座S星で確認されたのはこれが初めてである。
LBVのスペクトルの特異性は、質量の決定も難しくしており、分光観測から精度の高い推定をすることができない。質量を見積もるには、恒星進化の理論と、観測から推定した光度・温度との比較によって行い、これも前提条件によって、質量が太陽のおよそ50倍とするものから、24+16
−2倍とするものまで幅がある。